# Loes van Ruijven-van Leeuwen
L.H.M. (Loes) van Ruijven-van Leeuwen (Wassenaar, 10 april 1953) is een Nederlands politicus van het CDA.
Ze heeft gewerkt bij IZA Zorgverzekeraar en in verschillende managementfuncties bij de overheid, waaronder de gemeente Nootdorp, het Ministerie van Welzijn, Volksgezondheid en Cultuur (WVC) en het Ministerie van Cultuur, Recreatie en Maatschappelijk Werk (CRM).
Van Ruijven-van Leeuwen heeft ook veel politieke functies gehad. Zo was ze van 1982 tot 1991 lid van de gemeenteraad van Maasland, is ze lid geweest van de Provinciale Staten van Zuid-Holland en was ze daar van 1999 tot 2003 gedeputeerde. Vanaf 1 juli 2005 was Van Ruijven-van Leeuwen ruim een half jaar waarnemend burgemeester van de gemeente Graafstroom. Van december 2006 was ze burgemeester van Lingewaal, tot die gemeente opging in de fusiegemeente West Betuwe. In december 2013 werd bekend dat zij per 1 januari 2014 Alex van Hedel opvolgde als waarnemend burgemeester van Neerijnen. Zij combineerde deze functie met het burgemeestersambt in Lingewaal. Op 1 januari 2016 werd Harry de Vries de waarnemend burgemeester van Neerijnen.